# دار إيوانامي شوتن للنشر
دار إيوانامي شوتن للنشر (باللغة اليابانية: 株式会社岩波書店، النطق بالأبجدية العربية: كابوشيكي غيشا إيوانامي شوتن) هي دار نشر يابانية مقرّها العاصمة اليابانية طوكيو.
تأسّست دار إيوانامي شوتن للنشر عام 1913 على يد إيوانامي شيغيو. وكان أول إصدار رئيسي لها رواية "كوكورو" (باللغة اليابانية: こころ) للروائي ناتسومي سوسيكي، والتي نُشرت في كتاب عام 1914 بعد أن نُشرت أولًا على شكل سلسلة في صحيفة أساهي شيمبون (باللغة اليابانية: 朝日新聞). منذ ذلك الحين، اكتسبت دار إيوانامي شوتن للنشر شهرة واسعة في مجال النشر المعرفي المؤسساتي، وإصدار الأعمال الاتباعية للأدب الياباني، والمعاجم، وسلاسل الكتب الورقية عالية الجودة. منذ عام 1955، تتولى الدار نشر معجم كوجيئين (باللغة اليابانية: 広辞苑)، وهو معجم ياباني أحادي المجلد يُعد من أكثر المعاجم موثوقية وسعة في اليابان.
يقع المقرّ الرئيسي لدار إيوانامي شوتن للنشر في عنوان: هيتوتسوباشي 2-5-5، حي تشيودا، طوكيو. 

## تاريخ الشركة

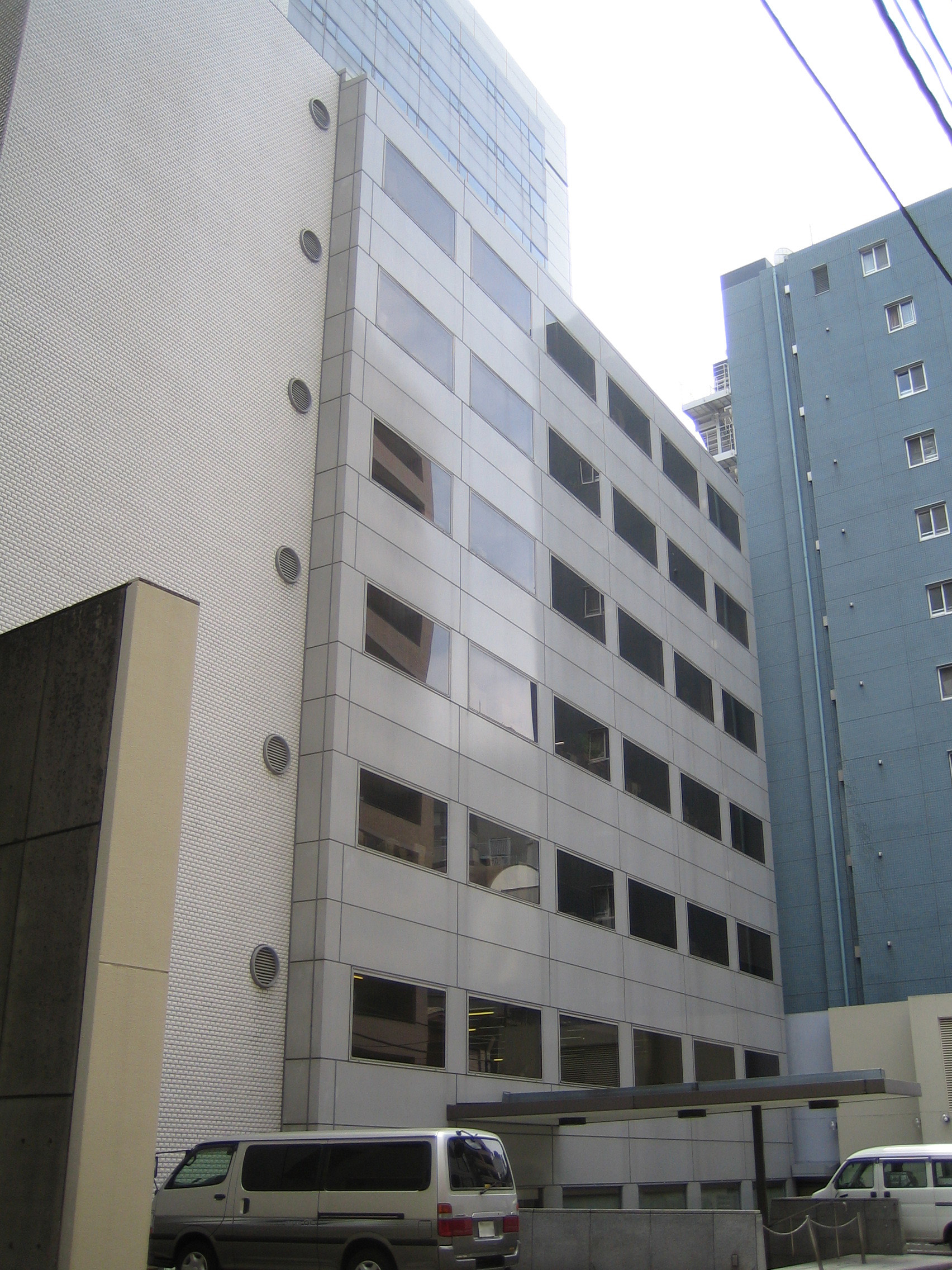
دار إيوانامي شوتن للنشر.

أسّس إيوانامي شيغيو دار إيوانامي شوتن للنشر في حي كاندا بطوكيو عام 1913. في سنواتها الأولى، نشرت الدار أعمالًا لكتاب مثل ناتسومي سوسيكي، كوراتا هياكوزو، وآبي جيرو. كما أصدرت مجلات علمية مؤسساتية وأدبية في مجالات الفلسفة، مثل مجلة شيجو (1917) وشيشو (1921)، وفي العلوم مثل مجلة كاغاكو (1931)، والأدب مثل مجلة بونغاكو (1933). في عام 1927، أطلقت الدار السلسلة المكتبة الإيوانامية نسبة لاسم الدار "إيوانامي"، وهي سلسلة رئيسية تضم أعمالًا عالمية.
خلال الحرب اليابانية الصينية الثانية والحرب العالمية الثانية، تعرّضت دار النشر لمراقبة متكررة بسبب مواقفها المعارضة للحرب ولحاكم اليابان في ذلك الوقت. 
في عام 1955، أصدرت الدار معجمها للغة اليابانية كوجيئين، الذي يحظى اليوم بتقدير عالٍ، وقد بيع منه بحلول عام 2007 أكثر من أحد عشر مليون نسخة. خلال عقود ما بعد الحرب، واصلت الدار نشر العديد من الاتباعيات الأجنبية بالإضافة إلى الموسوعات. في عام 2010، أصدرت دار إيوانامي شوتن حوالي 20,000 مؤلفا.